# Carne a la Lindström

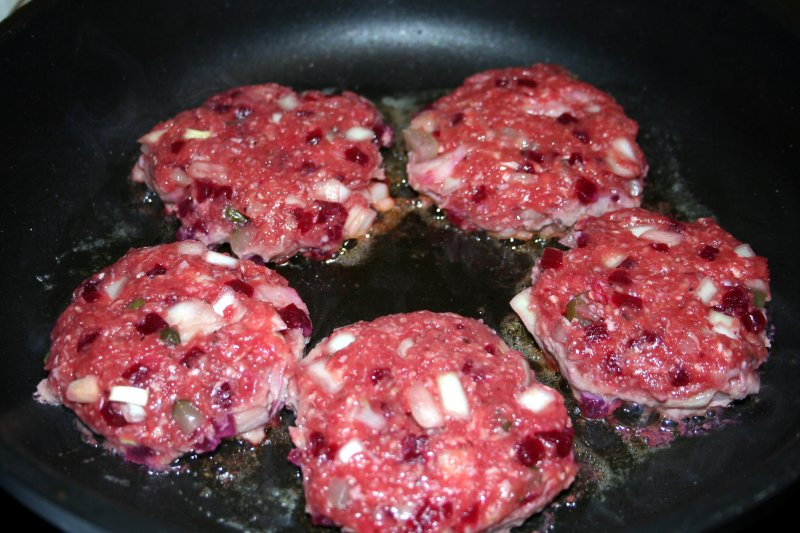
Carne a la Lindström cocinándose en una sartén

Carne a la Lindström es un sueca elaborado con cebolla, patata, remolacha roja, alcaparras y carne picada, dándole la forma de hamburguesas y se fríe. 

## Origen
Aunque el nombre Lindström suena sueco, la inclusión de remolacha y alcaparras hace probable que el plato sea originario de Rusia. Una historia común es que el plato fue inventado por un soldado finlandés Henrik Lindström (1831-1910), que nació y creció en San Petersburgo. Supuestamente visitó el Hotel Witt en Kalmar el 4 de mayo de 1862, donde quiso obsequiar a sus amigos con una comida que solía tomar en Rusia. Pidió los ingredientes necesarios a la cocina y Lindström instruyó a los huéspedes sobre cómo hacer las hamburguesas. Las hamburguesas se llevaron de vuelta a la cocina, donde se frieron y se sirvieron. El plato se añadió rápidamente al menú del hotel. El plato permanece en el menú del hotel.
Otra historia atribuye el plato a Adolf Henrik Lindstrøm, el chef que acompañó tanto a Fridtjof Nansen como a Roald Amundsen en sus misiones a los polos y a través del Paso del Noroeste.